# Nicolas Mayer (schermidore)
Nicolas Mayer (24 marzo 1984) è uno schermidore canadese.

## Palmarès
In carriera ha conseguito i seguenti risultati:
- Giochi Panamericani:

Rio de Janeiro 2007: argento nella sciabola a squadre e bronzo individuale.